# Marcio Antonio de Sousa Junior
Marcio Antonio de Sousa Júnior (Itauçu, 8 de junho de 1995), mais conhecido como Marcinho, é um futebolista brasileiro que atua como ponta. Atualmente, está na Chapecoense.

## Carreira
Nascido em Itauçu, Goiás, Marcinho iniciou no Vila Nova, passando depois por Corinthians, Flamengo de Guarulhos e Ponte Preta. Em 9 de março de 2016, acertou com o Remo, e fez sua estreia em 20 de abril de 2016 ao entrar no primeiro jogo da semifinal da Copa Verde contra o Paysandu, onde o Remo acabou derrotado por 2 a 1.
Com uma temporada regular durante a Série C de 2016, Marcinho assinou contrato com o São Bernardo em 23 de novembro de 2016.
Em 10 de abril de 2017, Marcinho foi emprestado ao São Paulo até o final do ano.

## Títulos
Athletico-PR
- Copa Sul-Americana: 2018